# Robert Forward
Pour les articles homonymes, voir Forward.
Œuvres principales
- L'Œuf du Dragon
- Le Vol de la Libellule

Robert Lull Forward, né le 15 août 1932 à Geneva dans l'État de New York et décédé le 21 septembre 2002  à Seattle dans l'État de Washington, est un physicien américain et un auteur de romans de science-fiction.

## Biographie
Robert Forward est un physicien spécialiste de la gravitation, et ayant notamment participé à la conception de dispositifs servant à la recherche d'ondes gravitationnelles, telles que prévues par les équations d'Einstein.

## Œuvres de fiction
La spécificité de ses connaissances scientifiques marquent fortement la plupart des romans qu'il écrivit, où la gravitation tient une place essentielle dans l'intrigue.
- L'Œuf du Dragon, 1984 ((en) Dragon's Egg, 1980)Décrit la rencontre entre les humains et une forme de vie évoluant à la surface d'une étoile à neutrons. Le prix Locus du meilleur premier roman 1981 lui fut attribué.
- Rocheworld 1982, non traduit
- Le Vol de la Libellule, 1986 ((en) The Flight of the Dragonfly, 1984)
- Starquake 1985, non traduit
- Martian Rainbow 1991, non traduit
- Timemaster 1992, non traduit
- Return to Rocheworld 1993, non traduit
- Marooned on Eden 1993, avec M.D. Forward, non traduit
- Ocean Under the Ice 1994, avec M.D. Forward, non traduit
- Camelot 30K 1993, non traduit
- Rescued from Paradise 1995, avec J. Forward Fuller, non traduit
- Saturn Rukh 1997, non traduit